# 泰利 (图瓦共和国)
泰利（俄语：Тээли）是俄羅斯图瓦共和国的一個村庄和拜泰加區的行政中心。 人口为3,390（2010）。